# Плазменная электроника
Плазменная электроника — раздел электроники, изучающий процессы взаимодействия потоков электронов и ионов с ионизированным газом (плазмой). Исследует периодические процессы (волны и колебания), образующиеся в результате этого взаимодействия. Плазменная электроника используется при создании устройств и приборов электронной техники 
(газоразрядный лазер, ионные приборы, приборы отображения информации, ионные приборы на углеродных нанотрубках, игнитроны, тиратроны, Ртутные газоразрядные
лампы, декатроны).